# Kabouterbrug
De Kabouterbrug (Brug 360) is een stalen ophaalbrug in Amsterdam-Zuid die alleen toegankelijk is voor voetgangers en fietsers.
De brug ligt in een doorgaande fietsroute vanuit het Vondelpark via de Schinkelhavenstraat richting Amsterdam Nieuw-West naar de Theophile de Bockstraat. Ze overspant de Schinkel, hier onderdeel van de Staande Mastroute, en verbindt de Sloterkade met de Schinkelhavenkade. De brug ligt in de omgeving waar ooit de overhaal Overtoomse sluis lag.

## Geschiedenis
Plannen voor een brug over de Schinkel dateren van rond 1950, maar kregen lang geen uitvoering. De Amstelveenseweg met de bruggen Overtoomse Sluis en Zeilstraatbrug had voldoende capaciteit om het gemotoriseerd verkeer te verwerken. Voetgangers en fietsers moesten echter een flinke omweg maken. In 1971 kwam de gemeentelijke afdeling Stadsontwikkeling met het voorstel langzaam en snel verkeer meer van elkaar te scheiden, met name op de doorgaande routes oost-west en noord-zuid. Een nieuwe brug voor langzaam verkeer paste daarin. De situatie werd urgent vanwege het almaar toenemende autoverkeer en het feit dat de routes over de Overtoomse Sluisbrug en Zeilstraatbrug veel gebruikt werden door schoolgaande kinderen op de fiets. In 1974 viel het besluit een stalen ophaalbrug met drie doorvaarten van 4,78, 12,10 en 6,55 meter te bouwen. In 1975 kon de brug geopend worden. Sindsdien is er vanuit het stadscentrum via deze fietsbrug een directe route naar Slotervaart, Osdorp en Badhoevedorp.

## Ontwerp en uitvoering
De brug is een ontwerp van de Dienst der Publieke Werken. De architecten Dirk Sterenberg (vormgeving) en Ir. J. Dirksen (techniek) kwamen met het ontwerp naar buiten in het blad Werk in Uitvoering. Er moest nog wel geld gevonden worden; uiteindelijk werd de brug aangelegd met geld van het Ministerie van Sociale Zaken, potje "Aanvullende werkgelegenheid". Sterenberg kwam met een opmerkelijk uiterlijk; het is een van de eerste ophaalbruggen waarbij de twee balanspriemen niet met elkaar verbonden zijn. Ook de bouwmethode was uitzonderlijk. De betonnen bekisting voor de kelders werd namelijk boven de waterlijn gebouwd. In die kelders waren uitsparingen gelaten voor de heipalen waarop de hameipalen zouden gezet. Zodra dat klaar was liet men de kelders over die palen zakken en werden vervolgens de kelders dichtgemetseld. De brug is uitgevoerd in de kleuren geel en zwart met rode accenten; deze kleuren zijn tevens zichtbaar aan de onderkant van de overspanning.

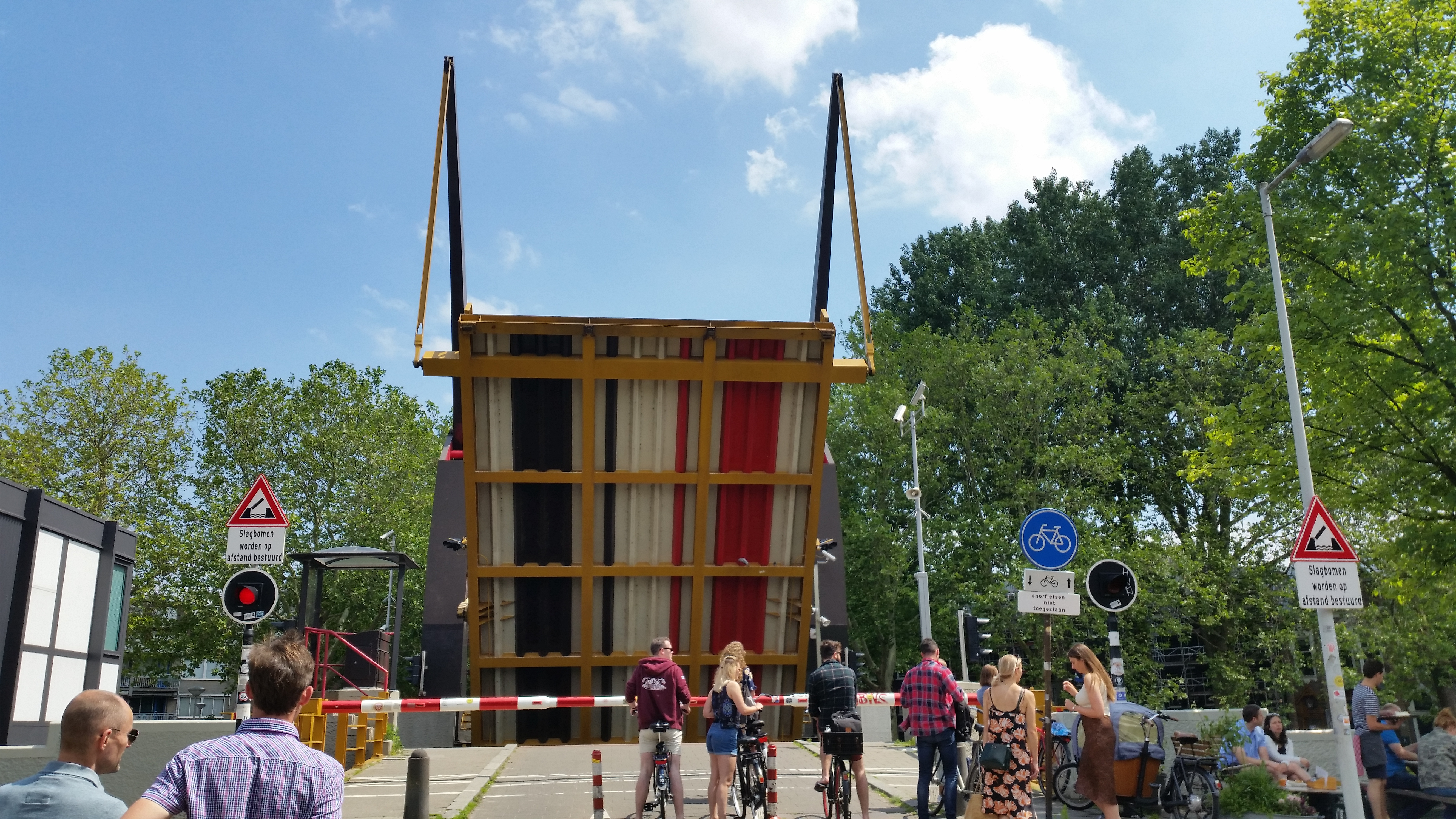
Kleurrijke val (juni 2019)

## Brugwachtershuisje
Een bijzonder detail in het ontwerp is het brugwachtershuisje dat boven het water staat. Het uit aluminium vervaardigde kubusvormige optrekje bevindt zich op een betonnen paal met een dragende betonplaat en kan met een trap worden bereikt. De brugwachter verdween al spoedig omdat het mogelijk werd de brug op afstand vanuit de twee nabije bruggen te bedienen. Het huisje diende daarna enige tijd als meditatieruimte, het was daartoe ingericht door kunstenaar Emmeline de Mooij. In 2018 werd het huisje omgebouwd en verhuurd als hotelkamer. De buitenzijde kreeg een uiterlijk die doet denken aan de kleurvlakkenindeling in het werk van Piet Mondriaan. Een kunstwerk aan de stadszijde van het gebouwtje is al sinds de oplevering aanwezig. Het bestaat uit een gekantelde witte kubus met inkepingen die rust op een ribbe gesteund door een V-vormige uitsnit in twee betonnen platen. Officieel is de kunstenaar onbekend, maar vermoed wordt dat Sterenberg het ontworpen heeft.

## Naam
De brug stond in de omgeving bekend als Theophile de Bockbrug, bij brugpersoneel De Theophile, vanwege de nabije straat vernoemd naar kunstenaar Théophile de Bock. In 2016 schrapte de gemeente Amsterdam alle officieuze benamingen voor bruggen, de burg werd naamloos. Op 13 november 2024 maakte de gemeente Amsterdam bekend, dat de vijftigjarige brug voortaan geadministreerd werd onder de naam Kabouterbrug een vernoeming naar de kabouterbeweging. Op 31 mei 2025 komt voormalig leider Roel van Duijn de naamplaat onthullen. Die brug is vanaf dan een teken voor aandacht voor milieu, duurzaamheid, groen, sociale verbinding en fietsmobiliteit. Aldus Zuid, wijkkrant voor Amsterdam-Zuid van 22 april 2025. 
In 2017 werd de brug enige tijd uit dienst genomen vanwege groot onderhoud.
<<< · 300 · 301 · 302 · 303 · 304 · 305 · 306 · 307 · 308 · 309 · 310 · 311 · 312 · 313 · 314 · 315 · 316 · 317 · 318 · 320 · 321 · 322 · 323 · 324 · 325 · 327 · 328 · 330 · 331 · 332 · 333 · 334 · 335 · 336 · 337 · 338 · 339 · 340 · 341 · 342 · 343 · 344 · 345 · 346 · 347 · 348 · 349 · 350 · 351 · 352 · 353 · 354 · 355 · 356 · 357 · 358 · 359 · 360 · 361 · 362 · 363 · 364 · 365 · 366 · 367 · 368 · 371 · 372 · 373 · 374 · 375 · 376 · 377 · 378 · 379 · 380 · 381 · 382 · 383 · 385 · 386 · 387 · 388 · 389 · 390 · 391 · 392 · 393 · 394 · 395 · 396 · 397 · 398 · 399 · >>>
Brugnummers 319, 326, 329 (tijdelijke duiker in de Ringspoordijk), 369, 370, 384 zijn niet (meer) vergeven.